# Lucca (ur. 2003)
Lucca Holanda Sampaio Tavares (ur. 2 kwietnia 2003 w Fortalezie) – brazylijski piłkarz występujący na pozycji napastnika, od 2023 roku zawodnik Internacionalu.